# Barranc del Xampany
El barranc del Xampany és un barranc del Baix Camp, que neix al Serret del Cisa i desemboca a la riera d'Alforja.